# T. M. Krishna
 (août 2023).
La mise en forme du texte ne suit pas les recommandations de Wikipédia : il faut le « wikifier ».
Les points d'amélioration suivants sont les cas les plus fréquents. Le détail des points à revoir est peut-être précisé sur la page de discussion.
- Les titres sont pré-formatés par le logiciel. Ils ne sont ni en capitales, ni en gras.
- Le texte ne doit pas être écrit en capitales (les noms de famille non plus), ni en gras, ni en italique, ni en « petit »…
- Le gras n'est utilisé que pour surligner le titre de l'article dans l'introduction, une seule fois.
- L'italique est rarement utilisé : mots en langue étrangère, titres d'œuvres, noms de bateaux, etc.
- Les citations ne sont pas en italique mais en corps de texte normal. Elles sont entourées par des guillemets français : « et ».
- Les listes à puces sont à éviter, des paragraphes rédigés étant largement préférés. Les tableaux sont à réserver à la présentation de données structurées (résultats, etc.).
- Les appels de note de bas de page (petits chiffres en exposant, introduits par l'outil «  Source ») sont à placer entre la fin de phrase et le point final[comme ça].
- Les liens internes (vers d'autres articles de Wikipédia) sont à choisir avec parcimonie. Créez des liens vers des articles approfondissant le sujet. Les termes génériques sans rapport avec le sujet sont à éviter, ainsi que les répétitions de liens vers un même terme.
- Les liens externes sont à placer uniquement dans une section « Liens externes », à la fin de l'article. Ces liens sont à choisir avec parcimonie suivant les règles définies. Si un lien sert de source à l'article, son insertion dans le texte est à faire par les notes de bas de page.
- La présentation des références doit suivre les conventions bibliographiques. Il est recommandé d'utiliser les modèles {{Ouvrage}}, {{Chapitre}}, {{Article}}, {{Lien web}} et/ou {{Bibliographie}}. Le mode d'édition visuel peut mettre en forme automatiquement les références.
- Insérer une infobox (cadre d'informations à droite) n'est pas obligatoire pour parachever la mise en page.

Pour une aide détaillée, merci de consulter Aide:Wikification.
Si vous pensez que ces points ont été résolus, vous pouvez retirer ce bandeau et améliorer la mise en forme d'un autre article.
Thodur Madabusi Krishna (T.M. Krishna, né le 22 janvier 1976) est un chanteur, écrivain, activiste et auteur de musique carnatique. En tant que chanteur, il a opéré des innovations stylistiques provoquant parfois la controverse. En tant que militant, il a défendu des causes liées à l'environnement, au système des castes, à la religion, à des réformes sociales, etc. En 2016, il a reçu le prix Ramon Magsaysay pour «son engagement énergique en tant qu'artiste et défenseur du pouvoir de l'art pour guérir les profondes divisions sociales de l'Inde, brisant les barrières de la caste et de la classe pour libérer ce que la musique a à offrir non seulement pour certains mais pour tous ».

## Biographie
T.M. Krishna est né à Chennai le 22 janvier 1976 dans une famille tamoule brahmane, il se produit depuis l'âge de six ans. Il est l'élève du défunt 'Semmangudi Srinivasa Iyer. Krishna a également obtenu un baccalauréat en économie du Vivekanand College de Madras, mais la musique est restée le centre de sa vie, il avait lancé sa carrière de chanteur à l'âge de 20 ans. Krishna est , le fils de TM Rangachari et son épouse Prema Rangachari. Sa mère et son oncle maternel, le Dr Sriram Subramaniam, ont fondé et dirigé une école nommée Vidya Vanam pour les étudiants tribaux et défavorisés à Anaikatti, Tamil Nadu. Krishna est le petit-neveu du politicien du Congrès et combattant pour la liberté TT Krishnamachari (ancien ministre des Finances et industriel indien), qui était également l'un des membres fondateurs de la Madras Music Academy. 
Krishna est un ancien élève de The School (Krishnamurti Foundation of India), Chennai. Krishna a reçu son BA diplôme en économie de Vivekananda College , Université de Madras . Il est marié à Sangeetha Sivakumar, une musicienne carnatique réputée. Il vit avec sa femme et ses deux filles à Chennai.